# Marta Ballina
Marta Ballina (Buenos Aires, Argentina, 25 de noviembre de 1949 - ibídem, 24 de junio de 1997) fue una reconocida cocinera, editora y conductora argentina de televisión de cable.

## Biografía
Se crio junto a sus padres Nelly y Guillermo Ballina y a su hermana Liliana Ballina, viendo la fábrica de tortas de su familia dedicadas para cumpleaños y bodas, una gran inspiración para Marta que definiría su futuro.
En 1972 inauguró su primer instituto. Delegó en 1993 la dirección del Instituto Ballina a sus colaboradoras.
Marta Ballina fue, al igual que otras cocineras de la pantalla chica como la legendaria Petrona Carrizo de Gandulfo o Chichita de Erquiaga, una referente en el mundo de la cocina artesanal, que supo llegar a los hogares transmitiendo sus más deliciosas recetas. Contribuyó para que la Decoración Artesanal de Tortas llegase a ser considerada mucho más que un hobby, tornándose una salida laboral para muchas personas, especialmente fuera de las grandes ciudades.
En su honor hay una pasta para cobertura a base de azúcar impalpable muy utilizada en repostería que lleva su nombre: "Pasta Ballina".

## Televisión
Trabajó 10 años ininterrumpidos en el canal de cable Utilísima Satelital desde 1986. En la que tuvo la oportunidad de trabajar junto a la conductora Patricia Miccio.
En 1994 fue invitada al programa La cocina de Ofelia. Debido al éxito de dicha presentación y a su trayectoria la cadena le ofreció un micro diario de 10 minutos, que continuó transmitiéndose hasta marzo de 1998. 
En 1996 comenzó a tener su propio espacio en la señal de cable "Utilísima Satelital" conduciendo dos programas Todo Dulce y Decorando Tortas, luego condujo Debora Plager por la memoria de la repostera.

## Publicaciones
En 1983, Marta publicó tres revistas que tuvieron una buena recepción pública:
- La Repostería de Mamá Ballina
- La Cocina de Mamá Ballina
- Masapark

Debido al gran éxito que tuvieron nace Ediciones Ballina, que se dedicaría no solo a revistas, sino también a videos didácticos e interactivos, con gran llegada a toda América Latina. Se agregaría, luego, la revista Preparando Chocolates y los libros  Utilísima - Decorando Tortas (en las ediciones publicadas de 1991 a 1997) y Frutta Martorana.
Paralelamente Ediciones Ballina publica en Brasil en el período comprendido entre febrero de 1995 y enero de 1998, las revistas Confeitando Bolos, Festas Infantís y la revista de manualidades Trabalhos Manuais, cuya distribución se extendió a todas las plazas con un total de más de 3 000 000 de ejemplares en portugués. También publicó ediciones como Todo lo básico y no tan básico (1999), Selección infantil básico (1999), Selección infantil modelados (1999), Selección de bodas y 15 años (1999), entre otras.
En 2001 la editorial Atlántida publicó el libro Utilísima Chef, con las recetas top de los cocineros del canal, en las que se la incluyó junto a Manuel Aladro, Chela Amato Negri, Choly Berreteaga, Máximo Casá, Francis Mallmann, Patricia Masjuan y Susana Saenz.

## Últimos años y tragedia
Marta Ballina tuvo una participación exitosa en "Sugarcraft 1997, la 4.ª Exhibición Internacional del Arte del Azúcar", que se llevó a cabo en Inglaterra del 20 al 22 de junio. 
Murió cuando regresaba de dicho viaje el 24 de junio de 1997, cuando el taxi que la traía desde Ezeiza tuvo un terrible accidente automovilístico a la altura de la entrada de San Diego.

### Legado
Ballina dejó una huella significativa en el mundo de la decoración de tortas al compartir sus técnicas con explicaciones detalladas. Esto no solo atrajo a un gran público, sino que también inspiró a muchos a imitar sus métodos. De esta manera, la decoración de tortas pasó de ser un simple pasatiempo a convertirse en una oportunidad de empleo.
Su impacto fue tan grande que en Argentina se celebra el Día del Decorador de Tortas cada 24 de junio en su honor.